# Färöische Fußballmeisterschaft 1948
Die Färöische Fußballmeisterschaft 1948 wurde in der Meistaradeildin genannten ersten färöischen Liga ausgetragen und war insgesamt die sechste Saison.
Titelverteidiger SÍ Sørvágur, SÍF Sandavágur und MB Miðvágur zogen sich aus der Meisterschaft zurück.  Stattdessen wurden B36 Tórshavn II und HB Tórshavn II in die höchste Spielklasse aufgenommen und waren somit der achte und neunte Teilnehmer dieser nach Einführung des Ligaspielbetriebs 1947. Somit spielten zum ersten und einzigen Mal vier Mannschaften aus derselben Stadt in der ersten Liga. Meister wurde B36 Tórshavn, die den Titel somit zum zweiten Mal erringen konnten. B36 Tórshavn II blieb über die gesamte Spielzeit ohne Punktgewinn. Ohne Punkt blieben nach Einführung des Ligaspielbetriebs 1947 ansonsten nur MB Miðvágur 1947, VB Vágur 1949, TB Tvøroyri 1963 sowie NSÍ Runavík 1976.
Im Vergleich zur Vorsaison verbesserte sich die Torquote auf 5,85 pro Spiel, was nach 1971 den zweithöchsten Schnitt in der höchsten Spielklasse nach Einführung des Ligaspielbetriebs 1947 bedeutete. Die höchsten Siege erzielten jeweils mit einem 11:0 B36 Tórshavn im Heimspiel gegen B36 Tórshavn II sowie KÍ Klaksvík im Auswärtsspiel gegen B36 Tórshavn II, was zugleich die torreichsten Spiele darstellte.

## Modus
In der Meistaradeildin spielte jede Mannschaft nun an fünf Spieltagen jeweils einmal gegen jede andere. Die punktbeste Mannschaft zu Saisonende stand als Meister dieser Liga fest, eine Abstiegsregelung gab es nicht.

## Saisonverlauf
B36 Tórshavn gewann bis auf das 1:1-Unentschieden im Auswärtsspiel gegen HB Tórshavn alle Spiele. Auch HB blieb ungeschlagen, vergab die Meisterschaft jedoch durch ein 3:3-Unentschieden im Heimspiel gegen KÍ Klaksvík.

## Abschlusstabelle
| Pl. | Verein              | Sp. | S | U | N | Tore    | Quote | Punkte |
| --- | ------------------- | --- | - | - | - | ------- | ----- | ------ |
| 1.  | B36 Tórshavn        | 5   | 4 | 1 | 0 | 023:300 | 7,67  | 09:10  |
| 2.  | HB Tórshavn         | 5   | 3 | 2 | 0 | 014:600 | 2,33  | 08:20  |
| 3.  | KÍ Klaksvík         | 5   | 3 | 1 | 1 | 029:500 | 5,80  | 07:30  |
| 4.  | VB Vágur            | 5   | 2 | 0 | 3 | 002:120 | 0,17  | 04:60  |
| 5.  | HB Tórshavn II (N)  | 5   | 1 | 0 | 4 | 007:210 | 0,33  | 02:80  |
| 6.  | B36 Tórshavn II (N) | 5   | 0 | 0 | 5 | 001:290 | 0,03  | 0:10   |

| (N) | Neuaufsteiger |

## Ergebnisse
|                 | B36 | B36 II | HB  | HB II | KÍ    | VB     |
| --------------- | --- | ------ | --- | ----- | ----- | ------ |
| B36 Tórshavn    |     | 11:00  |     |       |       | 5:0    |
| B36 Tórshavn II |     |        | 1:4 | 0:3   | 00:11 |        |
| HB Tórshavn     | 1:1 |        |     |       | 3:3   | 0-:- 1 |
| HB Tórshavn II  | 2:4 |        | 1:6 |       |       |        |
| KÍ Klaksvík     | 0:2 |        |     | 9:0   |       | 6:0    |
| VB Vágur        |     | 0-:- 2 |     | 2:1   |       |        |

## Spielstätten
| Mannschaft      | Stadion        | Spielort |
| --------------- | -------------- | -------- |
| B36 Tórshavn    | Gundadalur     | Tórshavn |
| B36 Tórshavn II | Gundadalur     | Tórshavn |
| HB Tórshavn     | Gundadalur     | Tórshavn |
| HB Tórshavn II  | Gundadalur     | Tórshavn |
| KÍ Klaksvík     | Við Djúpumýrar | Klaksvík |
| VB Vágur        | Á Eiðinum      | Vágur    |